# Steal My Girl
|  | Această pagină este un eseu. Nu face parte din politica oficială și nici nu este o îndrumare, ci reflectă opiniile autorilor. Puteți să modificați eseul sau să-l dezbateți la pagina de discuții. |

Steal My Girl este o piesă scrisă de trupa britanico-irlandeză One Direction (în anul 2014). Aceștia au avut un succes miraculos la lansarea acestei piese. La doar câteva zile de la lansare fanii au început să o vizualizeze în număr foarte mare, spunând că este superbă. Au strâns până pe data de 21.12.2015 un număr uriaș de vizualizări, acesta fiind de: 184.312.934. În prezent, piesa are un număr de 258.280.332 vizualizări și 2 mil. de aprecieri pe canalul de YouTube al trupei (marți, 25 aprilie 2017). Deși Zayn Malik a părăsit trupa (în anul 2015), băieții  au continuat, cântând fără el această piesă.